# 南条文五郎
南条 文五郎（南條、なんじょう ぶんごろう、1842年11月16日（天保13年10月14日）- 1905年（明治38年）4月4日）は、明治期の農業経営者、政治家。衆議院議員。

## 経歴
陸奥国栗原郡太田村（宮城県栗原郡太沢村、玉沢村、築館町字太田を経て現栗原市築館太田）で、肝煎（庄屋）・南条彦作（親章）の二男として生まれた。普通学、武道を修めた。農業を営む。
1871年（明治4年）太田村副戸長に就任。1880年（明治13年）5月に宮城県会議員に選出され、1902年（明治35年）8月15日の辞職まで8期在任し、常置委員、参事会員、地方衛生会委員、徴兵参事員なども務めた。その他、太沢村会議員、玉沢村会議員、栗原郡会議員にも在任した。1902年（明治35年）8月の第7回衆議院議員総選挙（宮城県郡部、帝国党）で初当選し、その後、第9回総選挙まで再選され、衆議院議員に連続3期在任した。議員在任中の1905年4月に死去した。
また、仙台産牛馬組合長、宮城県馬匹調査員などを務め、産馬改良に尽力した。その他、宮城県農工銀行取締役となった。

## 国政選挙歴
- 第7回衆議院議員総選挙（宮城県郡部、1902年8月、帝国党）当選[12]
- 第8回衆議院議員総選挙（宮城県郡部、1903年3月、帝国党）当選[12]
- 第9回衆議院議員総選挙（宮城県郡部、1904年3月、帝国党）当選[12]

## 親族
- 子息 南条宗五郎（宮城県会議員）[4][13]

## 栄典
勲章等
- 1904年（明治37年） - 藍綬褒章[9]
- 1905年（明治38年） - 勲四等[9][14]